# فؤاد حميرة
فؤاد حميرة (1385- 1445 هـ / 1965- 2024 م) هو صحفي وكاتب سوري، وممثل، ومعارض سياسي، يُعَد من من أبرز كتَّاب الدراما السورية. ومن أشهر أعماله: غزلان في غابة الذئاب، والحصرم الشامي في ثلاثة أجزاء.

## سيرته
ولد فؤاد حميرة بدمشق يوم الثلاثاء 7 شعبان 1385هـ الموافق 30 نوفمبر 1965م، لأسرة من محافظة اللاذقية من الطائفة العلوية. درس الصِّحافة في كلية الآداب بجامعة دمشق، وحصل منها على الإجازة (بكالوريوس).
عمل مديرًا لتحرير جريدة الدستور مدَّة عشر سنوات، وكانت بداياته في مجال الدراما السورية في مسرح الشبيبة، ثم في المسرح الجامعي بدمشق ومسرح العمَّال، قبل أن يَلقى الفنان سليم صبري. حققت أعماله نجاحاتٍ كبيرة، ومن أشهرها: «رجال تحت الطربوش»، و«غزلان في غابة الذئاب».

## موقفه من الثورة

فؤاد حميرة مع حاتم علي، عام 2017م

عند اندلاع الحرب الأهلية السورية انخرط في المعارضة لنظام بشار الأسد، واعتقله الأمن السوري في مدينة اللاذقية عام 2013، وبعد الإفراج عنه في العام نفسه غادر سورية إلى فرنسا في شهر يونيو. وانضمَّ إلى الائتلاف الوطني لقوى الثورة والمعارضة السورية، ثم انتقل إلى تركيا عام 2015، وحطَّت به الرحال أخيرًا في مصر. وأعلن انسحابه من عضوية الائتلاف الوطني وأسَّس عام 2016 تيار الغد السوري المعارض، ثم علَّق نشاطه فيه عام 2021. صرَّح بأنَّ «الكثير من شركات الإنتاج ترفض العمل معه وتقديم أعماله نظرًا لجرأتها وخوفًا من السلطات السورية التي كان يعارضها». وهو القائل: «إن صراعنا مع النظام ليس صراعًا عسكريًّا فقط، ولكنَّه صراع فكري وثقافي وفني واقتصادي، وعلى كل الصُّعُد».
وكتب يخاطب ابنه الصغير آرام: «في يوم سفري إلى اللاذقية لتجديد جواز سفري، وهو اليوم الذي اعتُقِلت فيه، عند باب البيت عانقني ابني آرام وقال بالحرف الواحد: (بابا.. ارجع لنا بخير وسلامة.. كرمالي) ووعدتُه بذلك. في المعتقل كانوا يسمحون لي بأخذ جرعات الأنسولين الخاصَّة بالسكَّري، وكثيرًا ما خطرَ لي أن أتناولَ جرعةً زائدة من الأنسولين فينخفض السكَّر في دمي فجأةً وأموت، فأرتاح من التعذيب والتحقيق والذل! لكنَّ جملة آرام عند باب البيت كانت تردَعُني... تردُّني لحقيقة أني لن أكونَ أنانيًّا! فلن أنهيَ مأساتي على حساب بَدء مأساة (آرام) و(كامي) وأمِّهما، هي خيانة... خيانة بكلِّ معنى الكلمة. الموت خيانة أحيانًا أيها الأصدقاء».
وكتب يخاطب ولدَيه: «أصدقائي الغوالي... أعترف أمامكم وأنا بكامل المسؤولية، بأني أكتب لأجل ولديَّ (آرام) و(كامي)... ليقرؤوا يومًا ما شيئًا من معاناة والدِهما لأجل مستقبلهما، لأجل حرِّيتهما. لماذا أكتب هنا؟ قد لا يُسعفني القدر يا أصدقاء أن ألتقي بهما ثانية، والظروف الحالية لا تسمح بشرح كل شيء عبر مكالمات سريعة وخاطفة، وربما تكون مراقبة أيضًا، فتقتصر الكلماتُ على عبارات الشوق لا أكثر! آرام وكامي لكما روحي، لكما الحرِّية التي أجهد لتعيشاها مستقبلًا، أحبُّكما يا كنزيَ الأغلى».

## أعماله

### التأليف
1. رجال تحت الطربوش 2004
2. غزلان في غابة الذئاب 2006
3. ممرات ضيقة 2007
4. الحصرم الشامي الجزء الأول 2007
5. الإمام الشافعي 2007
6. الحصرم الشامي الجزء الثاني 2008
7. شتاء ساخن 2009
8. أيام السراب 2009 (شارك في ورشة تطوير النص)
9. الحصرم الشامي الجزء الثالث 2009
10. الهيبة الرد 2020[9]
11. حياة مالحة، ابتُدئ في تصويره عام 2011 ثم توقف، وادَّعى الكاتب أن نصَّ مسلسل (كسر عضم) مسروق من نصِّه.[10][11]

### التمثيل
1. غزلان في غابة الذئاب 2006
2. الحصرم الشامي الجزء الأول 2007
3. يوم ممطر آخر 2008
4. الحصرم الشامي الجزء الثاني 2008[9]

## قالوا عنه
نعاه عدد كبير من الكتَّاب والفنانين والمثقفين، من ذلك:
- قال الكاتب السوري المعرض سامر رضوان: «الفجيعة تأكل قلبكَ كلَّ يوم، وتزداد اتساعًا ودمعًا كلما رحل واحدٌ من الأصدقاء الجميلين. فؤاد حميرة أحد أساتذة الكتابة الدرامية في سوريا، وصاحب الأعمال التي لا يمكن للأعمى أن يمرَّ بها دون رفع قبَّعة الاحترام، يرحل حاملًا في حقيبة قهره سني الخِذلان والمنفى».[12]
- ذكر الكاتب السوري محمد منصور في نعيه حميرة: «يكفي أنه وقفَ بجانب ثورة الحرية والكرامة، أيًّا كانت دوافعه وأسبابه، ويكفي أنه قد مات على عهد الثورة كي نقولَ له بكل احترام: وداعًا فؤاد حميرة، تستحقُّ مكانًا طيبًا في الذاكرة والوِجدان».[12]
- كتب الفنان السوري جمال سليمان: «أخي الغالي فؤاد، برحيلك المبكِّر والمؤلم تخسر سوريا مبدعًا آخرَ من مبدعيها، كتب بعضًا من أروع أعمال الدراما السورية، ولكنك رحلتَ وستُدفن بعيدًا عن سوريا التي أحببتَ وطالما تمنَّيت أن تعودَ إليها. وأخسر أنا صديقًا غاليًا غمرَني بلُطفه وتعاطفه، ومنحني الشرفَ بأن حدثني عن أحلامه وقصصه التي يتمنَّى أن يراها الناسُ على شاشات التلفزيون، قصص مفعمة بالعاطفة وحبِّ الحياة وكراهية الظلم. كنتَ وأنتَ تحكي لي تعيشُ مآسي أبطالك وأفراحهم أيضًا، لأني أعرفُ بعضًا من أحلامك و مشاريعك التي لم ترَ النور. أعرف كم هي الخسارة كبيرة برحيلك!»[13]
- عبَّر الفنان السوري مكسيم خليل عن مقدار الخسارة برحيله، فكتب: «خسارة كبيرة أنت يا أبو آرام، أيها الشقي الحكيم، كلُّ ما كان ينقصك هو العدالة، الله يرحمك يا ابن البلد الطيب».[14]
- اعترفت الفنانة السورية أمل عرفة بفضله قائلة: «عملتُ معك واحدًا من أجمل أدواري (غزلان في غابة الذئاب)، وكنت نعمَ الصديقُ والشريك والكاتب المبدع. فؤاد حميرة لك رحَمات الله الواسعة في ديار الحق، عزائي لأصدقائك وعائلتك».[14]
- نعاه الفنان السوري قاسم ملحو قائلًا: «صاحب مسلسلات لها الأثر الكبير في درامانا السورية؛ غزلان في غابة الذئاب، ورجال تحت الطربوش. العزاء لأسرته وأحبابه».[12]

## وفاته
توفي فؤاد حميرة في مدينة الإسكندرية بمصر، يوم الجمعة 8 ذي الحِجَّة 1445هـ الموافق 14 يونيو (حَزيران) 2024م، عن عمر ناهز الثامنة والخمسين، في إثر نوبةٍ قلبيةٍ حادَّة. وتشير بعض المصادر إلى أنه كان مصابًا بداء السكَّري الذي سبَّب له ضعفًا في القلب والكُلى. وشُيِّعَت جنازته يوم السبت 9 ذي الحِجَّة 1445هـ الموافق 15 يونيو 2024م، بعد صلاة الظهر من مسجد التوحيد بمِنطَقة صيدناوي في مدينة العاشر من رمضان بمحافظة الشرقية في القاهرة، ودُفن فيها.

## روابط خارجية
- فؤاد حميرة على موقع قاعدة بيانات الأفلام العربية